# 日無坂

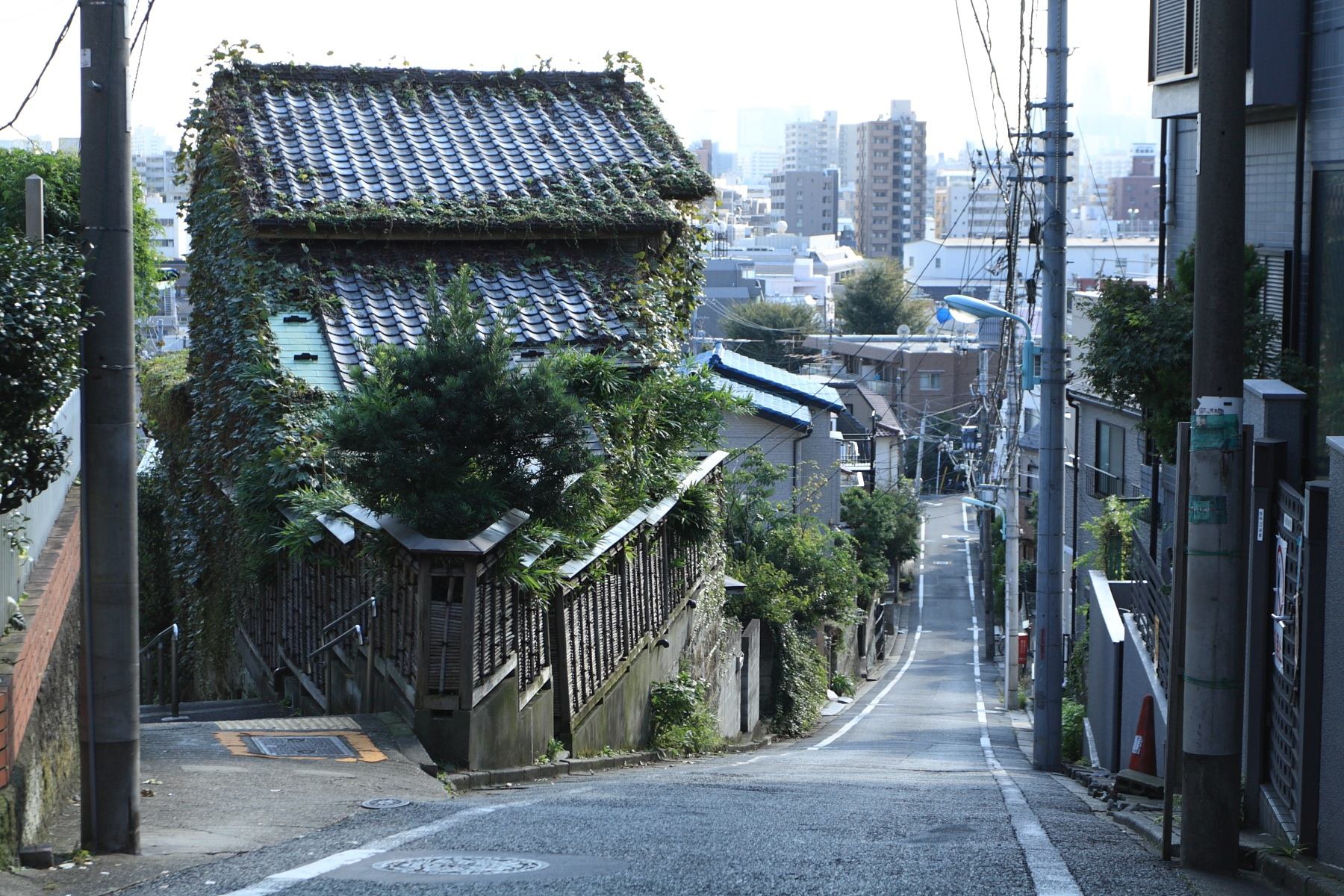
日無坂（左）と富士見坂（右）

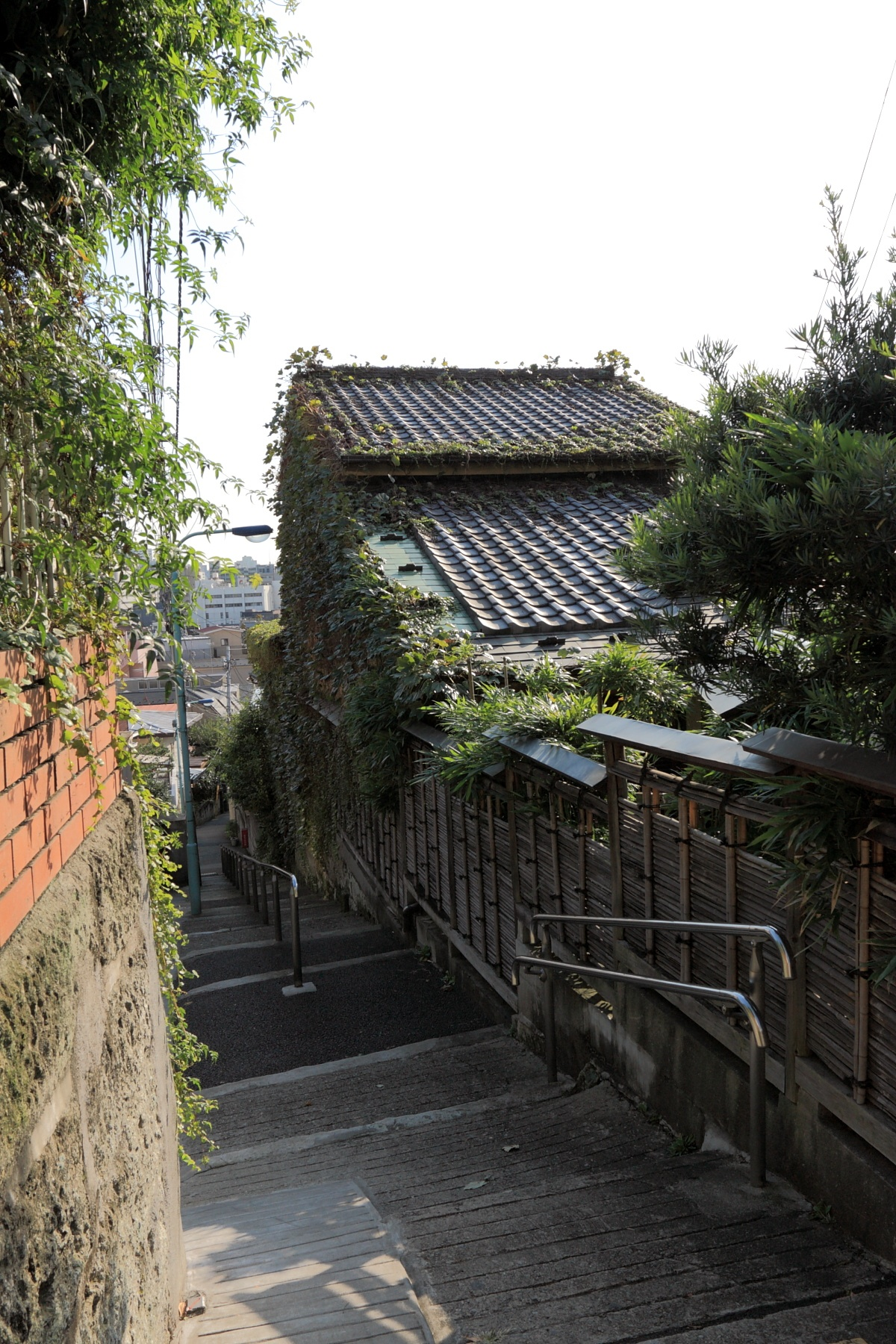
日無坂

日無坂（ひなしさか）は文京区目白台1丁目と豊島区高田1丁目の間にある坂。目白通りから入り、富士見坂の途中から分岐している階段坂。江戸時代からあり、樹木が生い茂り日中でも日が当たらなかったことから、名づけられた。古くから記載が見られ、たとえば江戸切絵図にもその存在を認めることができる。
長さは約160mのかなり急勾配な坂であり、この坂が文京区と豊島区との境になっている。富士見坂との合流地点では、新宿副都心のビル群を望むことができる。